# Przytoczno (Równina Drawska)
Przytoczno (także Wielkie Wyrwy oraz Przeczno) – jezioro na Równinie Drawskiej, położone w województwie zachodniopomorskim, w powiecie choszczeńskim, w gminie Bierzwnik, w Puszczy Drawskiej. 
Powierzchnia jeziora wynosi 221,78 ha. Długość linii brzegowej misy jeziora wynosi 16 000 m. Przytoczno ma średnią głębokość równą 4,8 m, a maksymalna głębokość wynosi 12,5 m. Jezioro jest położone na wysokości 72,3 m n.p.m. w zlewni Mierzęckiej Strugi.
W 1997 roku miało miejsce badanie jakości wód w Przytocznie, gdzie stwierdzono III klasę czystości wód przy III kategorii podatności na biodegradację.
Dno Przytoczna jest w wielu miejscach łagodnie opadające, twarde i piaszczyste, bez roślinności dennej. W jego północnej części znajduje się piaszczysta płycizna łącząca dwa półwyspy, a podczas suszy i obniżenia poziomu wody można wędrować w niektórych miejscach po dnie jeziora.
Jezioro charakteryzuje się kilka dużych półwyspów wychodzących w głąb jeziora. Z pobliskiej wsi Łasko prowadzi droga lokalna do miejsca biwakowego. Na północ od pola biwakowego znajduje się półwysep, na którym utworzono rezerwat ścisły „Łasko”. Rezerwat o powierzchni 16,98 ha stanowił kiedyś kolonię lęgową czapli siwej.